# Urbain Dubois
Urbain Dubois (Nace en Trets del  Bocas del Ródano en 26 de mayo de 1818 – Muere en Niza (Alpes Marítimos) en 14 de marzo de 1901) fue un cocinero francés conocido por ser autor de diversos libros de cocina que incluyen recetas que describen la cocina francesa, así como conocida por ser el creador de la silla de ternera Orloff (en honor al diplomático Alexeï Fiodorovitch Orlov). Es continuador de la obra culinaria de Marie-Antoine Carême y tiene como alumno a Auguste Escoffier, ejerció como jefe de cocina del Zar: Nicolás I de Rusia. Fue un especialista en la decoración de los platos, introductor de la innovación en las posibilidades del servicio de mesa. Su hijo Félix Dubois fue un periodista y aventurero por el África Occidental Francesa. 